# Александър Лилов
Александър Василев Петровски – Лилов е учен и политик от Българската комунистическа партия и по-късно от наследилата я Българска социалистическа партия. През 1977 – 1983 година той е неформален първи заместник на лидера Тодор Живков и втори човек в йерархията на тоталитарния режим.

## Биография

### Произход и образование
Роден е на 31 август 1933 г. в с. Граничак (дн. Община Белоградчик, област Видин).
Завършва българска филология в Софийския университет (1962) и аспирантура за степен кандидат на науките в Академията за обществени науки при ЦК на КПСС (1969) в Москва. Научен сътрудник е в Института по изкуствознание на БАН от 1975 г. защитава дисертация за степен доктор на науките през 1981 г.

### Политическа дейност
Започва политическата си кариера в Димитровския комунистически младежки съюз във Видин. От 1963 г. е в Централния комитет на ДКМС. Започва да работи в централния апарат на БКП през 1969 г..
Народен представител от БКП в IV, VI, VII, VIII и IX народни събрания, в VII велико народно събрание, както и в XXXVI, XXXVII и XXXVIII народни събрания от листата на БСП. Сред членовете на Народното събрание Лилов има най-голям стаж като народен представител – от 1962 до 2001 г.
Лилов е секретар на Централния комитет на БКП от 13 юли 1972 до 28 септември 1983 г., член на неговото Политбюро от 3 юли 1974 до 28 септември 1983 г., както и на Държавния съвет на НРБ от 1976 до 1983 г. Близък е до Людмила Живкова. След внезапното отстраняване на дотогавашния неформален втори човек в партийната йерархия Борис Велчев през 1977 година неговото място е заето от Александър Лилов.
Като секретар на ЦК по идеологическите въпроси Лилов се застъпва на засилване на националистическите елементи в партийната пропаганда и разширяване на вече започналия при помаците Възродителен процес като средство за преодоляване на намаляващата популярност на тоталитарния режим в страната. Същевременно през 1982 година ръководена от него комисия не препоръчва подготвяното масово преименуване на турците с оглед на вероятните отрицателни политически резултати.
След смъртта на Людмила Живкова през 1981 година отношението на лидера Тодор Живков към Лилов охладнява. През 1983 година той е отстранен от ръководството с остра критика на Живков заради отдалеченост от реалния живот и липсата на интерес към икономическите проблеми. Назначен е за директор на Института за съвременни социални теории.
На 25 май 1989 г., месеци преди събитията в ГДР и Унгария, по време на немско-български симпозиум на Черно море, Лилов заявява, че в България трябва да има „правова държава, усилване на ролята на отговорните граждани и техния контрол над държавата, разширяване на правата на човека и демократични избори“.
При свалянето на Тодор Живков на 10 ноември 1989 г. Лилов се намира във Великобритания. На 8 декември същата година е включен в новото ръководство. По негова инициатива БКП отрича „Възродителния процес“, вследствие на което е дадено право на българските мюсюлмани да си върнат имената. Председател е на Висшия партиен съвет на БСП в периода 1990 – 1991 г., член е на Висшия съвет на БСП. Под негово ръководство се извършва преименуването на партията от БКП на БСП. От 1993 г. е ръководител на Центъра за стратегически проучвания към БСП. Затова започват да го наричат „Стратега“ на БСП. Той предлага курса на БКП към демократичен социализъм и влиза в идейни сблъсъци със социалдемократическото крило в партията.

### Научна дейност
Член-кореспондент на БАН от 1985, доктор на философските науки. Работи върху философията на изкуството, проблемите на идеологическата дейност на БКП, идеологическата борба между двете световни системи, международните отношения.

### Смърт
Умира от рак в София на 20 юли 2013 г.

## Монографии
- „Критика на съвременните буржоазно-естетически концепции за природата на изкуството“. София: Наука и изкуство, 1971[4]
- „Към природата на художественото творчество“. София: Наука и изкуство, 1979[4]
- „Европа – да бъде или да не бъде“, сборник, съставител и автор (1985)[4]
- „Въображение и творчество“. София: Наука и изкуство, 1986[4]
- „Европа – диалог и сътрудничество“, сборник (1988)[4]
- „Философско-теоретически проблеми на ядрената война“ (1989)[4]
- „Диалогът на цивилизациите. Световният и българският преход“. София: Захарий Стоянов и УИ „Св. Климент Охридски“, 2004[11]
- „Информационната епоха. Съчинение в три тома. Том първи: Цивилизациите“. София: Захарий Стоянов, 2006[4]
- „Информационната епоха. Съчинение в три тома. Том втори: Световният и българският преход“. София: Захарий Стоянов, 2007[4]
- „Информационната епоха. Съчинение в три тома. Том трети: Информационното(ите) общество(а)“. София: Захарий Стоянов, 2008[4]